# Gov’t Mule (album)
Gov’t Mule – debiutancki album amerykańskiego zespołu o tej samej nazwie, wydany 27 czerwca 1995 roku przez wytwórnię Relativity Records

## Lista utworów
1. "Grinnin' in Your Face" (Son House) – 1:35
2. "Mother Earth") – 8:13
3. "Rockin' Horse" – 4:06
4. "Monkey Hill" – 4:40
5. "Temporary Saint" – 5:44
6. "Trane" – 7:28
7. "Mule" – 5:39
8. "Dolphineus" – 2:03
9. "Painted Silver Light" – 7:07
10. "Mr. Big" – 6:06
11. "Left Coast Groovies" – 6:52
12. "World of Difference" – 10:15

## Twórcy albumu
- Warren Haynes – gitara, śpiew
- Matt Abts – perkusja
- Allen Woody – gitara basowa
- John Popper – harmonijka ustna
- Hook Herrera – harmonijka ustna